# IC 344
IC 344 је спирална галаксија у сазвјежђу Еридан која се налази на листи објеката дубоког неба у Индекс каталогу.
Деклинација објекта је - 4° 39' 56" а ректасцензија 3h 41m 29,5s. Привидна величина (магнитуда) објекта IC 344 износи 14,2 а фотографска магнитуда 15,0. IC 344 је још познат и под ознакама MCG -1-10-20, PGC 13568.